# Semocharista idiospila
Semocharista idiospila is een vlinder uit de familie van de tastermotten (Gelechiidae). De wetenschappelijke naam van de soort en van het geslacht Semocharista is voor het eerst geldig gepubliceerd in 1922 door Edward Meyrick.
De soort werd door Eric Mjöberg ontdekt in Kimberley (Australië).